# Sd.Kfz. 250
A Sonderkraftfahrzeug 250 (rövidítve Sd.Kfz. 250) egy könnyű páncélzatú féllánctalpas jármű volt, hasonlóan, mint a nagyobb Hanomag-tervezésű Sd.Kfz. 251. Teljes neve 1939 és 42 között Leichte Mannschaftwagen Typ D 7p, SdKdz 250. 1942 után Leichter Shützenpanzerwagen Typ D 7p, SdKdz 250. A DEMAG vállalat gyártotta és a Náci Németország használta a második világháború alatt. A 250-nek 4 futógörgő tengelye volt, ellentétben a 251-essel, amelynek 6 volt. Az Sd.Kfz. 251 3 tonnányi terhet szállíthatott, a kisebb és könnyebb 250-es csak egy tonnát. Elölről nézve a két jármű nagyon hasonló volt.
Összehasonlítva az USA féllánctalpasaival, az SdKfz 250 kevésbé mozgékonyabb volt, meghajtatlan első kerekkel. Lánctalpjainak köszönhetően viszont sokkal mozgékonyabbak voltak azoknál a páncélautóknál, melyeket felváltottak, a katonák között pedig nagy népszerűségnek örvendtek. A legtöbb típus nyitott tetejű volt, egyszárnyú hátsó ajtóval.

## Alkalmazás
A járművet széles körben használták a második világháború folyamán. Az alap gyalogos szállító típust lövészpáncélosként használták a felderítő egységek, megfigyelő osztagok szállítására. Ezt az alap variációt általában egy vagy két MG 34-es géppuskával szerelték fel. A későbbi típusok 20 mm-es, 37 mm-es és esetenként 75 mm-es lövegeket szállítottak, hogy támogassák a sokkal könnyebben felfegyverzett változatokat.
Számos egyedi tervezésű változatot már a háború korai szakaszában is használtak. A 250/3 és a 250/5 parancsnoki változatok voltak, kevesebb üléssel és nagy hatótávolságú rádiófelszereléssel. Ezeket zászlóalj és magasabb szintű parancsnokok használták, mint személyi parancsnoki járművet. A leghíresebb az a 250/3-as volt, amit Erwin Rommel használt az észak-afrikai hadjáratban. A korai változatoknak hatalmas „keretantennájuk” volt, amit nagy távolságokról is könnyű volt észrevenni, és ezzel sebezhetővé váltak a tüzérség számára. A későbbi típusok ehelyett már egy botantennát használtak.
Az Sd.Kfz. 253-as típus teljesen zárt volt, tüzérségi megfigyelők használták, így együtt tudtak haladni a harckocsizó és motorizált gyalogos egységekkel.
A kezdeti tervezetnek páncélozott teste volt, a páncéllemezeket több irányba megdöntötték, ami jó védelmet nyújtott a kézifegyverek ellen, de a tervezet előállítása egyszerre volt drága és bonyolult. A második verzió (neue art vagy „új verzió”), amely 1943 végén jelent meg, sokkal egyszerűbb volt és felgyorsította a gyártást. Mindkét típusnál a páncélzat csak a kézifegyverek és kisebb tüzérségi lövedékek ellen volt hatásos. Nehéz géppuska tűz, páncéltörő löveg, vagy akármilyen harckocsilöveg képes volt áthatolni az Sd.Kfz 250 páncélzatán akár nagy távolságból is. A döntött alsó testpáncél lemezek V alakja elnyelte a tankelhárító aknák energiáját. Ez általános volt valamennyi második világháborús német könnyű páncélzatú járműre, mint az Sd.Kfz. 222 és az Sd.Kfz. 231 – és ezt tökéletesítette a modern dél-afrikai Casspir.
A típus egyik leghíresebb kezelője Joachim Peiper volt, aki bár 1943-tól rohamlövegek és páncélosok parancsnoka volt, mégis bármikor szívesen visszaült az Sd.Kfz. 250-esbe.

### Változatok

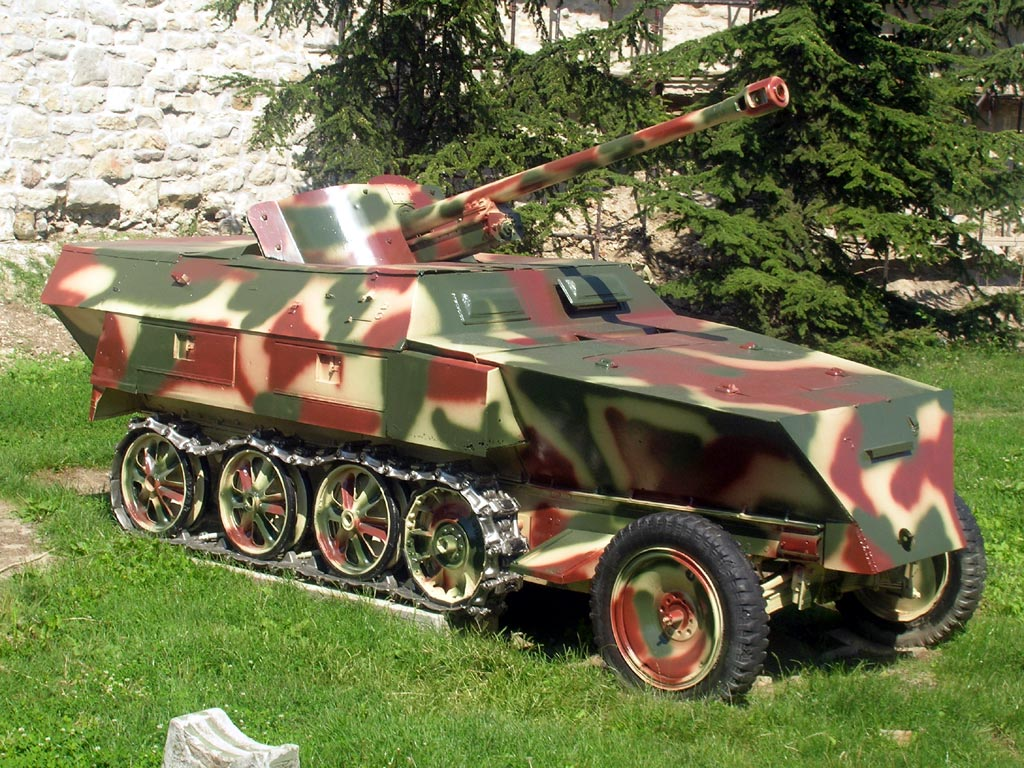
SdKfz 250 egy 50 mm-es Pak 38 L/60 löveggel, Belgrádi Hadi Múzeum, Szerbia

- SdKfz 250/1 leichter Schützenpanzerwagen – Az alap gyalogos szállító.
- SdKfz 250/2 leichter Fernsprechpanzerwagen – Kábelfektető eszközökkel felszerelt változat.
- SdKfz 250/3 leichter Funkpanzerwagen – Parancsnoki változat, rádióval és külső elhelyezésű „keretantennával” felszerelve.

Sd.Kfz. 250/3-I (Fu 7, Fu 18) (Luftwaffe)
Sd.Kfz. 250/3-II (Fu 5, Fu.Spr. f)
Sd.Kfz. 250/3-III (Fu 8, Fu 4, Fu.Spr. f)
Sd.Kfz. 250/3-IV (Fu 8, Fu.Spr. f)
Sd.Kfz. 250/3-V (Fu 12, Fu.Spr. f)
- SdKfz 250/4
  - SdKfz 250/4 leichte Truppenluftschützpanzerwagen – Légvédelmi változat 2 db MG34-es géppuskával felszerelve. Soha nem került sorozatgyártásra.
  - SdKfz 250/4 leichte Beobachtungspanzerwagen – Megfigyelő jármű a Sturmgeschütz különítménynek.
- SdKfz 250/5 leichte Beobachtungspanzerwagen – Parancsnoki változat rádióval.
- SdKfz 250/6 leichte Munitionspanzerwagen – Lőszerszállító rohamlövegekhez.
  - SdKfz 250/6 Ausf A – 75 mm-es StuK 37 L/24-es lövegekhez szállított 70 db lövedéket.
  - SdKfz 250/6 Ausf B – 75 mm-es StuK 40 L/48-es lövegekhez szállított 60 db lövedéket.
- SdKfz 250/7
  - SdKfz 250/7 leichte Schützenpanzerwagen (schwerer Granatwerfer) – 80 mm-es aknavetővel felszerelve.
  - SdKfz 250/7 leichte Schützenpanzerwagen (Munitionsfahrzeug) – Lőszerszállító, 66 db lövedéket szállított 80 mm-es aknavetőkhöz.
- SdKfz 250/8 leichte Schützenpanzerwagen (7,5 cm) – Támogató típus egy 75 mm-es KwK 37 L/24-es löveggel és egy MG34-essel felszerelve.
- SdKfz 250/9 leichte Schützenpanzerwagen (2 cm) – Felderítő típus egy 20 mm-es KwK 38-as automata gépágyúval és egy MG34-es vagy egy MG42-es géppuskával egy alacsony, nyitott tetejű toronyban elhelyezve, hasonlóan az SdKfz 222 páncélgépkocsihoz (korai verzió) és az SdKfz 234/1 páncélgépkocsihoz (későbbi verzió).
- SdKfz 250/10 leichte Schützenpanzerwagen (3,7 cm PaK) – Felderítő szakaszvezetők által használt típus egy 37 mm-es PaK 35/36 löveggel. Ez ugyanaz a löveg volt, mint amit a háború elején használtak vontatott változatban. Alapjában lövegpajzs nélkül használták.
- SdKfz 250/11 leichte Schützenpanzerwagen (schwere Panzerbüchse 41) – 28 mm-es sPzB 41 nehéz páncéltörő puskával és egy MG34-essel
- SdKfz 250/12 leichte Messtruppanzerwagen – Felmérő és tüzérségi célravezető jármű
- SdKfz 252 leichte Gepanzerte Munitionskraftwagen – A Sturmgeschütz lőszerszállítója
- SdKfz 253 leichte Gepanzerte Beobachtungskraftwagen – Tüzérségi megfigyelő jármű, teljesen zárt páncélzattal és tüzérségi rádiókkal.

## Galéria

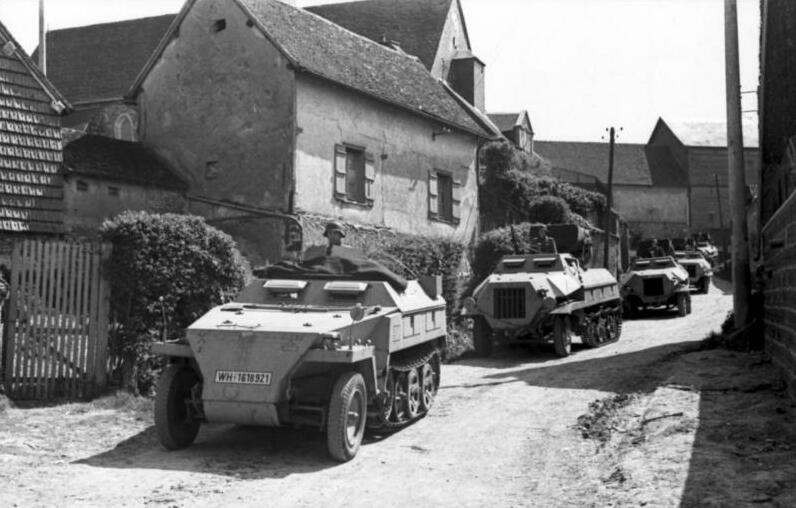
Sd.Kfz.250 B típusú lövészpáncélos egy francia faluban (1944 június).
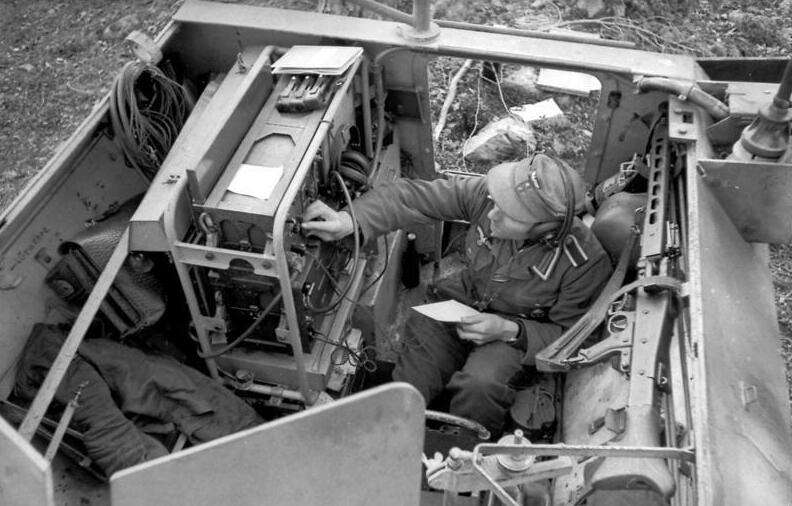
Sd. Kfz. 250 rádiós változata Észak-Európában.
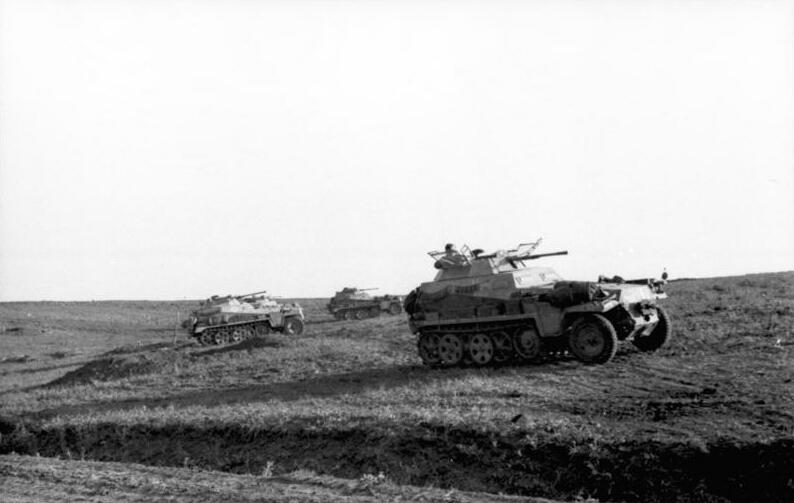
Sd.Kfz. 250/9 a Szovjetunió déli részén (1944 január).
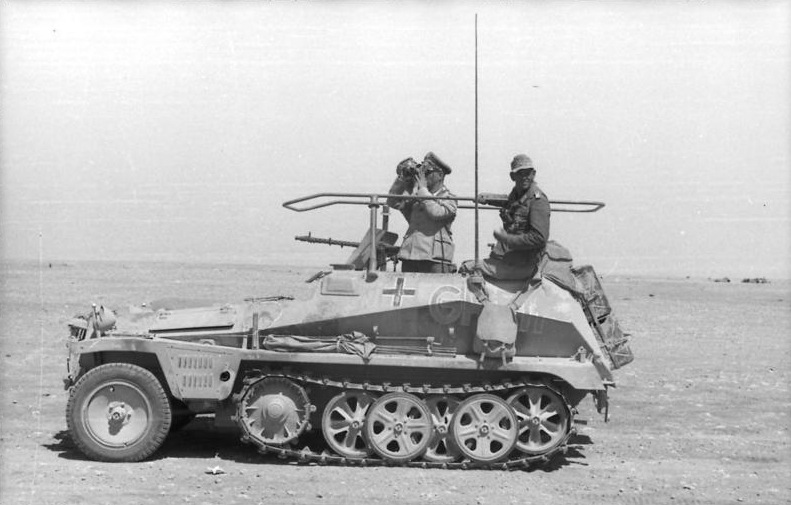
Erwin Rommel és Fitz Bayerlein tábornokok az Sd.Kfz. 250/3 "Greif" elnevezésű parancsnoki változatban (1942 június).
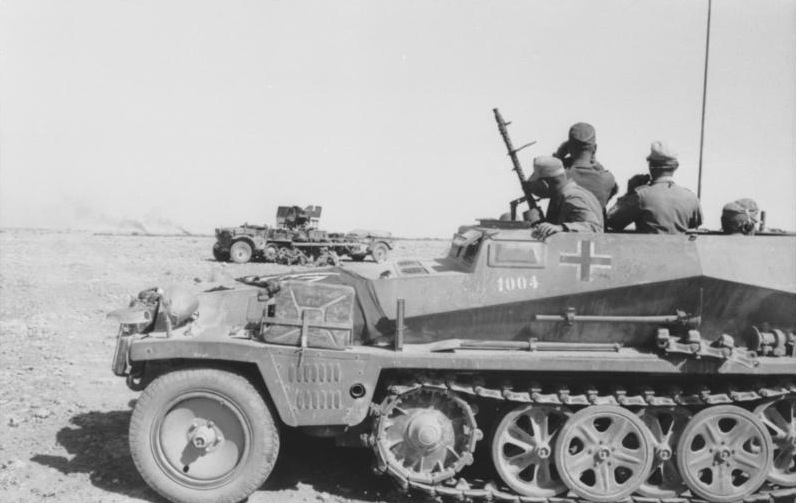
Sd.Kfz. 250/1 Észak-Afrikában.
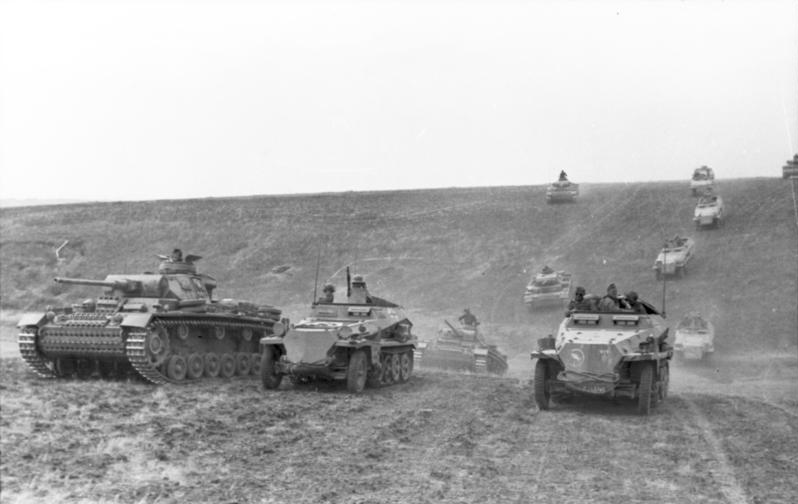
Sd. Kfz. 250-esek adnak támogatást Panzer III-as harckocsiknak a 23. páncélos divízió kötelékében a Dél-Szovjetunióban.
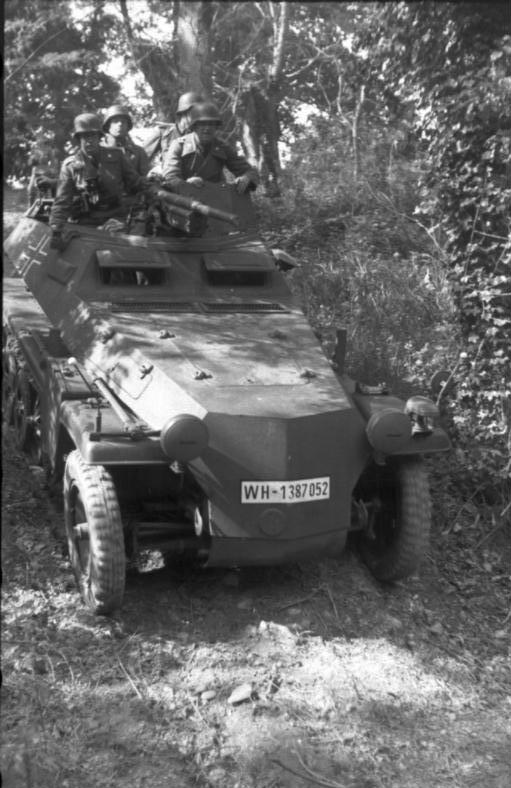
Sd.Kfz. 250/10（1942）
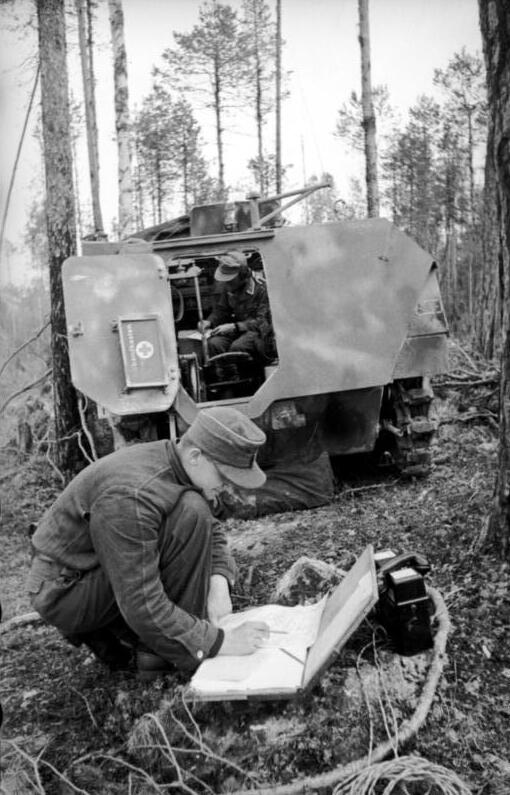
Sd.Kfz. 250/5 Parancsnoki változat（1944）

## Lásd még
- M2 Half Track Car
- M3 Half-track
- Sd.Kfz. 251
- 1-es típusú féllánctalpas

## Fordítás
- Ez a szócikk részben vagy egészben  a   Sd.Kfz. 250 című angol Wikipédia-szócikk fordításán alapul.  Az eredeti cikk szerkesztőit annak laptörténete sorolja fel. Ez a jelzés csupán a megfogalmazás eredetét és a szerzői jogokat jelzi, nem szolgál a cikkben szereplő információk forrásmegjelöléseként.